# Giro di Svizzera 1935
Il Giro di Svizzera 1935, terza edizione della corsa, si svolse dal 24 al 31 agosto 1935 per un percorso totale di 1 708 km, con partenza e arrivo a Zurigo. Il corridore francese Gaspard Rinaldi si aggiudicò la corsa concludendo in 55h16'24".
Dei 65 ciclisti alla partenza arrivarono al traguardo in 30, mentre 35 si ritirarono.

## Tappe
| Tappa  | Data      | Percorso            | km    | Vincitore di tappa | Leader cl. generale |
| ------ | --------- | ------------------- | ----- | ------------------ | ------------------- |
| 1ª     | 24 agosto | Zurigo > St. Moritz | 242,9 | Benoît Faure       | Benoît Faure        |
| 2ª     | 25 agosto | St. Moritz > Lugano | 223,6 | Werner Buchwalder  | Benoît Faure        |
| 3ª     | 26 agosto | Lugano > Lucerna    | 205,4 | Alfred Bula        | Leo Amberg          |
| 4ª     | 27 agosto | Lucerna > Ginevra   | 286,9 | Léon Level         | Leo Amberg          |
| 5ª     | 28 agosto | Ginevra > Berna     | 249,8 | Adalino Mealli     | Gaspard Rinaldi     |
| 6ª     | 30 agosto | Berna > Olten       | 240,1 | Benoît Faure       | Gaspard Rinaldi     |
| 7ª     | 31 agosto | Olten > Zurigo      | 259,3 | Albert Büchi       | Gaspard Rinaldi     |
| Totale | Totale    | Totale              | 1 708 |                    |                     |

## Dettagli delle tappe

### 1ª tappa
- 24 agosto: Zurigo > St. Moritz – 242,9 km

Risultati
| Pos. | Corridore       | Squadra  | Tempo    |
| ---- | --------------- | -------- | -------- |
| 1    | Benoît Faure    | Francia  | 8h08'17" |
| 2    | Leo Amberg      | Svizzera | a 4'29"  |
| 3    | Fernand Fayolle | Francia  | a 8'08"  |

### 2ª tappa
- 25 agosto: St. Moritz > Lugano – 223,6 km

Risultati
| Pos. | Corridore           | Squadra  | Tempo    |
| ---- | ------------------- | -------- | -------- |
| 1    | Werner Buchwalder   | Svizzera | 7h26'06" |
| 2    | August Erne         | Svizzera | s.t.     |
| 3    | Alphonse Ghisquière | Belgio   | s.t.     |

### 3ª tappa
- 26 agosto: Lugano > Lucerna – 205,4 km

Risultati
| Pos. | Corridore       | Squadra  | Tempo    |
| ---- | --------------- | -------- | -------- |
| 1    | Alfred Bula     | Svizzera | 6h38'01" |
| 2    | Paul Egli       | Svizzera | a 7'59"  |
| 3    | Carlo Romanatti | Italia   | s.t.     |

### 4ª tappa
- 27 agosto: Lucerna > Ginevra – 286,9 km

Risultati
| Pos. | Corridore          | Squadra | Tempo    |
| ---- | ------------------ | ------- | -------- |
| 1    | Léon Level         | Francia | 8h57'46" |
| 2    | Adrien Buttafocchi | Francia | a 17"    |
| 3    | Benoît Faure       | Francia | s.t.     |

### 5ª tappa
- 28 agosto: Ginevra > Berna – 249,8 km

Risultati
| Pos. | Corridore         | Squadra  | Tempo    |
| ---- | ----------------- | -------- | -------- |
| 1    | Adalino Mealli    | Italia   | 7h40'28" |
| 2    | Werner Buchwalder | Svizzera | a 19"    |
| 3    | Raymond Louviot   | Francia  | s.t.     |

### 6ª tappa
- 30 agosto: Berna > Olten – 240,1 km

Risultati
| Pos. | Corridore           | Squadra | Tempo    |
| ---- | ------------------- | ------- | -------- |
| 1    | Benoît Faure        | Francia | 6h50'45" |
| 2    | Alfredo Malmesi     | Italia  | a 2'15"  |
| 3    | Joseph Vanderhaegen | Belgio  | a 7'54"  |

### 7ª tappa
- 31 agosto: Olten > Zurigo – 259,3 km

Risultati
| Pos. | Corridore    | Squadra  | Tempo    |
| ---- | ------------ | -------- | -------- |
| 1    | Alfred Büchi | Svizzera | 8h48'59" |
| 2    | Benoît Faure | Francia  | s.t.     |
| 3    | Theo Heimann | Svizzera | s.t.     |

## Classifiche finali

### Classifica generale
| Pos. | Corridore          | Squadra  | Tempo     |
| ---- | ------------------ | -------- | --------- |
| 1    | Gaspard Rinaldi    | Francia  | 55h16'24" |
| 2    | Leo Amberg         | Svizzera | a 1'44"   |
| 3    | Henri Garnier      | Belgio   | a 4'56"   |
| 4    | Carlo Romanatti    | Italia   | a 11'46"  |
| 5    | Adrien Buttafocchi | Francia  | a 13'05"  |
| 6    | Benoît Faure       | Francia  | a 20'43"  |
| 7    | Alfred Bula        | Svizzera | a 21'24"  |
| 8    | Werner Buchwalder  | Svizzera | a 40'26"  |
| 9    | Augusto Introzzi   | Italia   | a 42'29"  |
| 10   | Albert Büchi       | Svizzera | a 54'24"  |

### Classifica scalatori
| Pos. | Corridore          | Squadra | Punti |
| ---- | ------------------ | ------- | ----- |
| 1    | Benoît Faure       | Francia | 42    |
| 2    | Luigi Barral       | Italia  | 35    |
| 3    | Adrien Buttafocchi | Francia | 32    |
| 4    | Henri Garnier      | Belgio  | 25    |
| 5    | Léon Level         | Francia | 23    |

### Classifica squadre
| Pos. | Squadra  | Tempo       |
| ---- | -------- | ----------- |
| 1    | Francia  | 116h23'00"  |
| 2    | Svizzera | a 29'46"    |
| 3    | Germania | a 50h43'58" |
| 4    | Italia   | a 51h47'27" |